# The Witch (film 2015)
The Witch (reso graficamente The VVitch, sottotitolato Vuoi ascoltare una favola?; in inglese: The VVitch: A New-England Folktale) è un film del 2015 scritto e diretto da Robert Eggers.
Fanno parte del cast Anya Taylor-Joy (al suo debutto sul grande schermo), Ralph Ineson, Kate Dickie, Harvey Scrimshaw, Ellie Grainger e Lucas Dawson. Ambientato nel 1630, il film segue la storia di una famiglia puritana che incontra forze del male nei boschi presenti oltre la loro fattoria nel New England.
Co-produzione internazionale tra Stati Uniti e Canada, The Witch è stato presentato in anteprima al Sundance Film Festival il 27 gennaio 2015, dove ha vinto il premio al miglior regista, ed è stato distribuito nelle sale da A24 il 19 febbraio 2016. Ha ricevuto il plauso della critica ed è stato un successo al botteghino, incassando 40 milioni di dollari contro un budget di 4 milioni.

## Trama
Nuova Inghilterra, anni 1630. William, religioso predicatore, insieme alla moglie Katherine e ai cinque figli — la figlia Thomasin, il figlio Caleb, i gemellini Mercy e Jonas e il neonato Samuel — viene allontanato dalla comunità puritana in cui vive per il suo estremismo nell'interpretazione della parola di Dio. Si reca così nei pressi di un bosco, nella speranza di vivere in modo umile e sereno, praticando agricoltura e allevamento per sfamare la propria famiglia. Un giorno Thomasin, mentre accudisce Samuel in un campo, fa con lui il gioco del cucù; si copre un momento gli occhi e quando li riapre il bimbo è misteriosamente scomparso. Si scopre che a rapire Samuel (non ancora battezzato) è stata una strega, che lo porta in una casa nel bosco dove lo uccide per fare un unguento con i suoi resti.
Questa tragedia innesca in modo progressivo l'odio tra i membri della famiglia, che vengono messi l'uno contro l'altro da bugie, omissioni, superstizioni e reciproche accuse. Katherine, devastata dalla scomparsa del neonato, passa i giorni piangendo e pregando, mentre Caleb si chiede se l'anima di Samuel andrà in Paradiso. Per ottenere trappole da caccia, William vende la coppa d'argento della moglie a sua insaputa e la donna accusa Thomasin, già nutrendo un forte astio nei suoi confronti ritenendola responsabile della scomparsa del fratellino. Thomasin, al contempo, è insofferente nei confronti dei gemellini che non le danno mai ascolto nonostante sia suo compito occuparsene; un giorno arriva a minacciarli dicendo loro di essere una strega e di aver fatto scomparire Samuel. La notte, i bambini ascoltano una discussione tra i genitori, che si chiedono se non sia il caso di mandare Thomasin a servizio presso una famiglia della colonia per racimolare del denaro.
La notte stessa la ragazza scopre Caleb che si sta recando nel bosco a cavallo per controllare una trappola, e va con lui. Nella foresta trovano una lepre e Caleb si lancia al suo inseguimento con il cane di famiglia, mentre il cavallo terrorizzato disarciona Thomasin facendola cadere. La ragazza perde i sensi. Il ragazzino si smarrisce nel bosco; girovagando trova prima il cane sventrato e agonizzante, poi una capanna dalla quale esce una bella e giovane donna che lo seduce. Mentre Caleb viene baciato, un braccio vecchio e avvizzito lo avvinghia.
William trova Thomasin e la riporta a casa, dove Katherine le rimprovera furiosamente di aver portato Caleb nel bosco. A questo punto William ammette di aver venduto lui la sua coppa d'argento, per riportare la pace fra madre e figlia; quella notte Thomasin ritrova Caleb appena uscito dal bosco sotto la pioggia, nudo, delirante e misteriosamente malato. Nei giorni seguenti il raccolto continua a peggiorare nonostante gli sforzi di William, mentre i gemelli cantano e conversano con Black Phillip, il caprone nero di famiglia, e accusano Thomasin di stregoneria. La ragazza prova a mungere una capra davanti ai bambini, ma le mammelle producono solo sangue. Quando Caleb si sveglia, espelle dalla bocca una mela segnata da un morso; Katherine chiede a tutti i familiari di pregare, ma i gemelli sostengono di non ricordare le parole del Padre nostro e durante la preghiera arrivano ad avere le convulsioni e perdere i sensi. Al culmine della preghiera, Caleb, come trasfigurato, invoca Cristo e il suo amore in un'estasi, quindi spira.
I gemelli accusano Thomasin di essere una strega e la ragazza a sua volta imputa ai due bambini di aver stretto un patto col demonio sotto le sembianze di Black Phillip. I familiari sembrano credere ai gemelli, tanto che William afferma che la farà processare una volta tornati in città, quindi Thomasin rinfaccia anche al padre la sua ipocrisia per tutte le volte che ha mentito lasciandola accusare dalla madre; infuriato e confuso, William rinchiude i tre figli nella stalla delle capre per la notte, poi ammette a Dio di aver peccato di orgoglio, non avendo lasciato la città con la sua famiglia per vera fede religiosa. Nella stalla i gemelli non rispondono a Thomasin quando chiede loro se hanno davvero parlato con Black Phillip. Più tardi, quella notte, i bambini si svegliano e trovano una vecchia donna che beve sangue dalle mammelle della capra, mentre Katherine ha un'allucinazione di Samuel e Caleb che la convince a porre la sua firma sul libro del diavolo. A quel punto la madre offre il suo seno per placare i vagiti del bimbo, serena e ignara di cosa stia veramente accadendo: un corvo le sta ferendo il petto col becco.
La mattina seguente, il padre trova la piccola stalla distrutta, Thomasin priva di sensi, le capre squartate e i gemelli svaniti nel nulla. Improvvisamente viene incornato più volte dal caprone e muore. Thomasin, recandosi in soccorso al padre, viene aggredita da Katherine, ormai fuori di sé e, per difendersi, la colpisce con una roncola uccidendola. Rimasta completamente sola e senza speranze per il futuro, decide di parlare anch'essa col caprone — che si rivela essere il Diavolo — il quale la alletta con promesse di meravigliose novità e piaceri, persuadendola infine a firmare il manoscritto maledetto. Spogliata di tutti gli abiti e della fede, la ragazza si reca nel bosco e qui trova una congrega di streghe danzanti attorno al fuoco. Quando tutte le fattucchiere si sollevano in aria, Thomasin, in preda a un'inquietante euforia, inizia a levitare a sua volta.

## Produzione
L'idea per la creazione di questo film è nata in seguito all'insuccesso di opere precedenti del regista, definite dallo stesso cineasta come «strane e oscure». Durante un Q&A, Eggers ha dichiarato di aver percepito l'esigenza di creare qualcosa che fosse più comprensibile per il grande pubblico e di aver scelto per tale ragione di provare con un film di genere, a patto che fosse comunque un prodotto «personale e di qualità». Per questo motivo, il regista ha deciso di rifarsi ad un argomento che aveva destato il suo interesse nel corso dell'adolescenza, ossia le streghe intese secondo la concezione cristiana. Affinché l'opera risultasse di qualità, il regista ha concentrato i suoi sforzi nel rendere l'opera il più storicamente accurata possibile.
Il budget speso per la realizzazione del film è stato di 4 milioni: per poter rientrare in questa cifra, Eggers è stato costretto a girare il film in Canada e non negli Stati Uniti per via delle agevolazioni fiscali previste in questa nazione.

## Distribuzione
La pellicola, di genere horror, è una co-produzione internazionale di Stati Uniti, Regno Unito e Canada, che venne presentata in anteprima al Sundance Film Festival 2015 e divenne una wide release il 19 febbraio 2016, per conto della A24. Nella parte finale si legge che il film è derivato direttamente da «giornali, diari e resoconti giudiziari del tempo (XVII secolo)». Negli Stati Uniti è stato distribuito il 19 febbraio 2016, mentre in Italia è uscito nei cinema il 18 agosto dello stesso anno.

## Accoglienza

### Incassi
Negli Stati Uniti, la pellicola ha incassato 8 800 230 $ durante il primo weekend di proiezione, per un totale nel Paese pari a 25 138 705 $; nel mercato internazionale, il film ha fruttato 15 285 240 $, per un totale complessivo di 40 423 945 $: un guadagno pari a dieci volte la cifra spesa per la produzione dell'opera.

### Critica
Secondo l'aggregatore di recensioni Rotten Tomatoes, il film ha ottenuto un indice di apprezzamento del 90% e un voto di 7,82 su 10 sulla base di 325 recensioni. Il consenso critico del sito recita: «Tanto stimolante quanto visivamente avvincente, The Witch offre un esercizio profondamente inquietante nell'horror a costruzione lenta che suggerisce grandi cose per lo sceneggiatore e regista esordiente Robert Eggers». Su Metacritic, il film ha ottenuto un voto di 83 su 100 sulla base di 46 recensioni.

## Riconoscimenti
- 2015 – Sundance Film Festival
  - The Directing Award: U.S. Dramatic a Robert Eggers
    - Candidatura per il The U.S. Grand Jury Prize: Dramatic
- 2015 – Directors Guild of Canada
  - Candidatura per la Miglior scenografia a Craig Lathrop
- 2015 – Austin Fantastic Fest
  - Horror Jury Prize
- 2015 – London Film Festival
  - Premio Sutherland per la migliore opera prima
- 2017 – Independent Spirit Awards
  - Miglior film d'esordio
  - Miglior sceneggiatura d'esordio